# III. Frigyes szicíliai király
III. Frigyes (Catania, Szicília, 1342. december 4. – Messina, Szicília, 1377. július 27.) vagy más számozás szerint IV. Frigyes, ragadványneve: Együgyű Frigyes, olaszul: Federico III di Sicilia, detto il Semplice, szicíliai nyelven: Fidiricu III lu Sìmprici, görögül: Φρειδερίκος Γ' ο απλός της Σικελίας, katalánul: Frederic III de Sicília anomenat "el Senzill", Szicília (Trinacria) királya, Athén és Neopatria hercege (1355–1377), a Barcelonai-ház szicíliai ágának királyi főágából származott. Apja halála után jött a világra.

## Élete
II. Péter szicíliai király és Görzi Erzsébet karintiai hercegnő utószülött fia. Négy hónappal apja halála után született. Bátyját, I. Lajost követte a trónon, aki pestisben halt meg. Nővére, Aragóniai Eufémia szicíliai hercegnő vette át a régensséget 1355-ben, mivel Frigyes még csak 13 éves volt. 1361. április 15-én Cataniában feleségül vette Konstancia aragón hercegnőt, IV. Péter aragóniai király és Évreux Mária navarrai hercegnő lányát. A házasságukból egy kislány, a későbbi I. Mária szicíliai királynő született 1363-ban. Az édesanya röviddel a szülés után meghalt.
1372-ben XI. Gergely pápa közvetítésével a két szicíliai királyság vezetője: I. Johanna és III. Frigyes békét kötött, és a Szicília szigetén létező királyság Palermo székhellyel, azaz a Világítótornyon túli Szicíliai Királyság felvette a Trinacria Királyság nevet, melyet már 1302 és 1314 között hivatalosan is viselt. A Világítótornyon inneni Szicíliai Királyság, avagy a Nápolyi Királyság hivatalos elnevezése mindvégig Szicíliai Királyság maradt.
A békekötés következményeként Frigyes király több mint 10 év özvegység után újranősült, és feleségül vette I. Johanna királynő egyik unokahúgát. 1373. november 26-án Messinában kötött házasságot Balzo Antónia hercegnővel, aki Francesco del Balzónak, Andria hercegének és Anjou Margit tarantói hercegnőnek, II. Fülöp tarantói herceg nővérének volt a lánya. Ez a házasság azonban szintén rövid, de gyermektelen maradt. Antónia királyné 1375. január 23-án halt meg annak az ijedtségnek a következtében, amit a lázadó bárók okoztak, amikor a királyi gályára rátámadtak.
III. Frigyes 1376-ban házassági szövetségre lépett Bernabò Viscontival, Milánó grófjával, Visconti Valentina és Visconti Anglesia ciprusi királynék apjával. Ennek eredményeképpen 1377 februárjában megkötötték a házassági szerződést Bernabò Visconti legidősebb lányával, Visconti Antóniával (1360–1405). Azonban a házasság nem valósult meg, mert III. Frigyes még ugyanabban az évben vagy vérhas vagy bélrák következtében elhunyt, de azt is feltételezték, hogy a király halála után a kiskorú lányának, I. Máriának a gyámjaként tevékenykedő, és a kis királynő nevében a legfőbb helytartó tisztségét elfoglaló Artale d'Alagona mérgeztette meg.
1377. július 27-én halt meg, és egyetlen törvényes gyermeke egy 14 éves kislány volt, akit titokban Bernabò Visconti unokaöccsével, I. (Visconti) János Galeazzo (1351–1402) milánói úrral jegyeztek el, ami kiváltotta az aragón beavatkozást Szicília belügyeibe. Miután Frigyesnek törvényes fiai nem születtek, így Máriát tekintették a trón várományosának, és a törvényes római pápa, XI. Gergely, I. Johanna nápolyi királynő, a szicíliai bárók és lakosok is az ő trónutódlását támogatták, szemben Frigyes apósával és sógorával, IV. Péter aragóniai királyéval, aki III. Frigyes nagyapjának, II. Frigyes szicíliai királynak a végrendeletére hivatkozott, amelyet ő úgy értelmezett, hogy a Barcelonai-ház szicíliai ágának magvaszakadása esetén a lányutódok ellenében az aragóniai ágat illeti az öröklés. III. Frigyes végrendeletében a lánya és annak utódai halála esetére a házasságon kívül született fiát jelölte meg örökösnek. Aragóniai Vilmos máltai gróf azonban pár évvel apja halála után meghalt, és csak egy lányt hagyott örökül.
III. Frigyest első felesége, Aragóniai Konstancia királyné mellé helyezték örök nyugalomra a cataniai Szent Ágota-székesegyházban.

## Gyermekei
- 1. feleségétől, Konstancia (1344–1363) aragón királyi hercegnőtől, IV. Péter aragóniai király lányától, 1 leány:
  - Mária (1363–1401), I. Mária néven apja utóda a szicíliai trónon 1377-től, férje Ifjú Márton aragón királyi herceg és felesége jogán szicíliai király, 1 fiú:
    - Péter (1398–1400) szicíliai és aragón királyi herceg, szicíliai trónörökös
- 2. feleségétől, Balzo Antónia (1355 (körül)–1375) andriai hercegnőtől, nem születtek gyermekei
- ismeretlen ágyasától, 1 fiú:
  - Vilmos (1360 körül–1380 után) máltai gróf, felesége Aragóniai Beatrix (1360 körül–1400 után), Aragóniai Jánosnak, Avola bárójának a lányaként II. Frigyes szicíliai király dédunokája természetes ágon, 1 leány:
    - Johanna (1379/80–1410 után), férje Pietro di Gioeni, Ardore és Castiglione bárója, 3 gyermek